# 抬驴
《抬驴》是一部中国上海美术电影制片厂制作的纸偶动画短片。 

## 剧情简介
爷孙二人牵着一头毛驴去赶集。爷孙俩牵驴，被人嘲笑有驴不骑，是傻瓜；孙子骑驴，被人指责不尊重长者；爷爷骑驴，被人批评不爱护儿童；爷孙二人一同骑驴，
又被人责备不爱惜牲口。爷孙二人无奈，只好抬着驴赶往集市……